# 아라이 유타 (2003년)
아라이 유타(일본어: 新井 悠太, 2003년 3월 24일~)는 일본의 축구 선수이다.

## 구단 경력
그는 2023년 J2리그의 도쿄 베르디에 입단했다. 2023년 J2리그 3위를 기록하여 J1리그로 승격했다.